# Podhorany (Nitra)
Podhorany ist eine Gemeinde in der Slowakei.
Sie entstand 1960 durch Vereinigung der Orte Bádice, Mechenice (deutsch Mehenitz) und Sokolníky.
Bádice ist seit dem 13. Dezember 2002 wieder eine eigenständige Gemeinde.
Bis 1918 gehörten die einzelnen Gemeindeteile zum Königreich Ungarn. Danach kamen sie zur neu entstandenen Tschechoslowakei.

## Bevölkerung
| Jahr                | 1994 | 2004     | 2014    | 2024    |
| ------------------- | ---- | -------- | ------- | ------- |
| Anzahl der Personen | 1400 | 1062     | 1095    | 1154    |
| Unterschied         |      | −24,14 % | +3,10 % | +5,38 % |

| Jahr                | 2023 | 2024    |
| ------------------- | ---- | ------- |
| Anzahl der Personen | 1168 | 1154    |
| Unterschied         |      | −1,19 % |